# Гамбург (Нью-Йорк)
Гамбург (англ. Hamburg) — місто (англ. town) в США, в окрузі Ері штату Нью-Йорк. Населення — 60 085 осіб (2020).

## Демографія
Згідно з переписом 2010 року, у місті мешкало 56 936 осіб у 23 447 домогосподарствах у складі 15 387 родин. Було 24692 помешкання
Расовий склад населення:
| - 97,0 % — білих - 0,8 % — чорних або афроамериканців - 0,6 % — азіатів - 0,3 % — корінних американців |

До двох чи більше рас належало 0,9 %. Частка іспаномовних становила 2,1 % від усіх жителів.
За віковим діапазоном населення розподілялося таким чином: 22,4 % — особи молодші 18 років, 61,8 % — особи у віці 18—64 років, 15,8 % — особи у віці 65 років та старші. Медіана віку мешканця становила 42,2 року. На 100 осіб жіночої статі у місті припадало 92,1 чоловіків;  на 100 жінок у віці від 18 років та старших — 88,4 чоловіків також старших 18 років.
Середній дохід на одне домашнє господарство  становив 80 594 долари США (медіана — 65 349), а середній дохід на одну сім'ю — 97 396 доларів (медіана — 84 052). Медіана доходів становила 56 455 доларів для чоловіків та 43 843 долари для жінок. За межею бідності перебувало 6,8 % осіб, у тому числі 8,0 % дітей у віці до 18 років та 7,2 % осіб у віці 65 років та старших.
Цивільне працевлаштоване населення становило 30 698 осіб. Основні галузі зайнятості: освіта, охорона здоров'я та соціальна допомога — 25,7 %, роздрібна торгівля — 11,9 %, виробництво — 10,8 %.